# Maurice Paléologue
Maurice Paléologue (París, el 13 de gener de 1859 i mort el 18 de novembre de 1944) fou un diplomàtic i intel·lectual francès que estudià l'art xinès (les obres posteriors el van allunyar del camp de la sinologia. Membre de l'Acadèmia Francesa (elegit, després de dues ocasions anteriors frustrades, el 1928; ocupà el seient 19). De família descendent de basileus romans d'Orient, el seu pare era d'origen romanès. Llicenciat en dret. Entrà al ministeri d'Afer Estrangers el 1880. Secretari d'ambaixada a Tanger, a Pequín i a Roma. Ministre plenipotenciari el 1901. Després de ser el responsable de legació de Sofia, fou nomenat ambaixador a Sant Petersburg (1914) on va tenir un paper clau en la diplomàcia francesa de la Tercera República arran les negociacions en relació amb la Primera Guerra Mundial. Fou substituït amb la caiguda del zarisme.

## Obres
- L'Art chinois (1887)
- Vauvenargues (1890)
- Alfred de Vigny (1891)
- Profils de femmes (1895)
- Le Cilice (1901)
- Rome, notes d'histoire et d'art (1902)
- La Cravache (1904)
- Le Point d'honneur (1907)
- Dante, essai sur son caractère et son génie (1909)
- La Russie des tsars pendant la Grande Guerre (1921-23)
- Le Roman tragique de l'empereur Alexandre II (1923)
- Les Entretiens de l'impératrice Eugénie (1928)
- Alexandra Feodorowna, impératrice de Russie (1932)
- Un prélude à l'invasion de la Belgique. Le Plan Schlieffen, 1904 (1932)
- Guillaume II et Nicolas II (1935)
- Alexandre Ier, un tsar énigmatique (1937)
- Les Précurseurs de Lénine (1938)
- Élisabeth, impératrice d'Autriche. L'hérédité sinistre des Wittelsbach (1939)
- L'Écroulement du tsarisme (1939)
- Aux portes du jugement dernier. Élisabeth-Féodorowna, grande-duchesse de Russie (1940)
- Au quai d'Orsay à la veille de la tourmente. Journal, 1913-1914 (1947)
- Journal de l'affaire Dreyfus, 1894-1899, l'affaire Dreyfus et le Quai d'Orsay (1955)
- Le crépuscule des tsars,[2]